# 維珍美國航空
維珍美國航空（英語：Virgin America）是一家在美國註冊的廉價航空公司，該公司自2007年8月8日起開始營業，目標是在美國東岸與西岸的主要都會區，提供點對點的長程航線，並計劃以低廉的票價提供高品質的服務。舊金山國際機場是維珍美國航空的主要營運基地。維珍美國航空的常客回饋哩程計劃英文名稱為eleVAte，主要的回饋方式是根據旅客的票價來轉換累積里程。
雖然維珍美國航空是英國企業家理查德·布蘭森（Richard Branson）的構想，但卻是一家美國本土的航空公司。根據美國法令規定，外國人在該國航空公司的持股不得超過25%，且該公司實質上並須由美國公民的管理經營。維珍美國航空75%的股權由VAI Partners LLC公司持有，該公司並負責指派董事會三分之二的人選，剩下的25%的股權則由維珍集團所持有。并且維珍集團授權維珍美國航空可合法使用集團的註冊商標 "維珍"（Virgin）。尽管公司名称包含“维珍”，但維珍美國航空與該集團的其他航空公司，如維珍澳洲航空、英國的維珍大西洋航空、維珍尼日利亞航空與維珍薩摩亞航空並無從屬的關係，各公司僅共用維珍集團的商標。
2016年4月4日，阿拉斯加航空宣布以每股57美元收购维珍美国航空。收购将用一年时间完成，这期间两家公司仍将各自运行。2018年4月24日晚间，在执行完最后一班商业飞行后（航班号VX1948，由旧金山飞往洛杉矶，亦举行了告别飞行活动）和最后一班员工包机飞行（航班号VX1947，由洛杉矶返回旧金山）后，维珍美国航空正式与阿拉斯加航空合并。

## 公司歷史

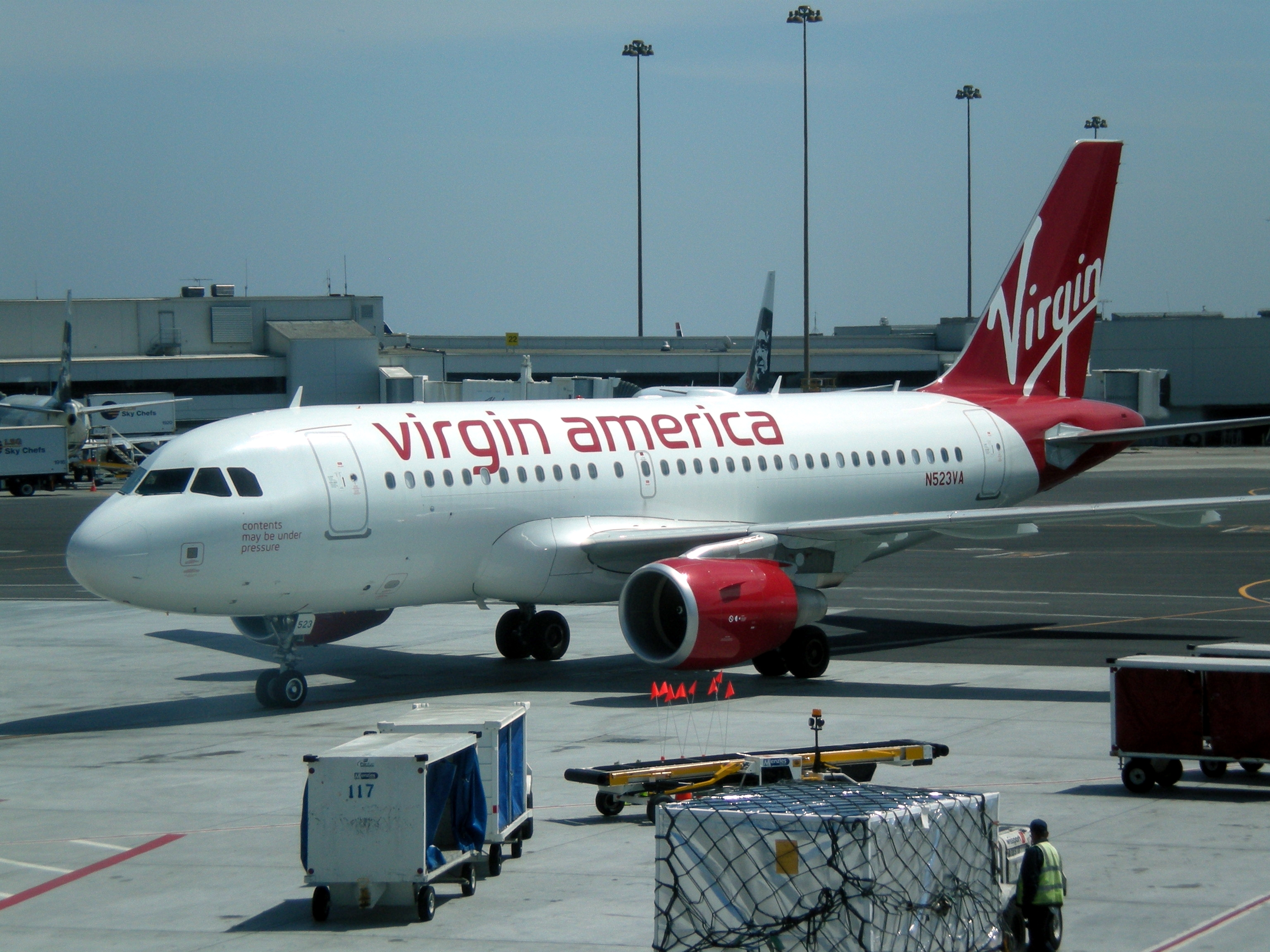
位于旧金山国际机场的"Contents May Be Under Pressure"号

在2004年年初，維珍集團宣布將在美國成立一家低票價新航空公司，並計劃於2005年年中開始營業。在一開始計劃的英文名稱為"Virgin USA"，但後來改為"Virgin America"。在考量過幾個重要的區域後，該集團選定舊金山灣區為營運中心。因為美國市場普遍認為該國的航空業已經飽和，美國的投資人不願意再冒風險投資新的航空公司，該集團在募集投資基金的過程中困難重重，以致於正式營運的時間由原本計劃的2005年年中延到2006年年初。。
一直到2005年年底，維珍美國航空才募足了第一筆的營運基金，並向美國運輸部與聯邦航空局提出營運申請。。在決定是否批准該公司的營運申請過程中，引發兩極化的聲浪與討論。來自加州與紐約州的代表支持該航空公司的成立（因為維珍美國航空一開始的航線為往來舊金山，洛杉磯與紐約）。然而最大的反對聲浪來自航空機師協會、全國航空勞工聯盟，與以大陸航空為首幾家航空公司。因為爭議無法解決，維珍美國航空的審查案一延再延。來自反對陣營最大的疑慮，是維珍美國航空在實質上不會是美國人所管理的公司，有可能由維珍集團在背後控制。在2006年12月7日，美國運輸部正式否決了維珍美國航空的申請案。
為了能讓申請案起死回生，維珍美國航空建議調整公司的股權結構，其中包括維珍集團只會在8席董事會中佔有2席，還有大股東能是運輸局批准的信託公司。建議案中更進一步提出李查班森將不會出席董事，與考慮將「維珍」由公司名稱中移除。維珍美國航空已經有心理準備，運輸局可能會要求把首席執行長佛雷德‧利德（Fred Reid）自管理階層中移除。佛雷德曾為達美航空與德國漢莎航空的執行長，於2004年加入維珍美國航空。雖然佛雷德是道地的美國人，於舊金山出生，也在舊金山長大，但運輸局最大的顧慮是佛雷德是由維珍集團總裁李查班森所聘任，佛雷德可能成為李查班森的傀儡。

在2007年3月20日，運輸局暫時批准的維珍美國航空的申請案，但維珍美國航空必須完成幾項運輸局所提出的條件，才能獲得正式的營運許可。運輸局所提出的條件之一，便是替換佛雷德。同時運輸局也要求維珍美國航空必須限制維珍集團對公司的影響力。儘管維珍美國航空極力爭取保留首席執行長佛雷德，但是在運輸局同年5月的最終決定方案中，在公司正式營運後，佛雷德最多只能再留任9個月，其中6個月可以為執行長，後3個月並須轉任為顧問。
在2007年7月，維珍美國航空開始售票。在經過兩年的延誤之後，維珍美國航空終於在2007年8月8日同時由舊金山國際機場與洛杉磯國際機場首航紐約約翰甘迺迪機場。在同年12月，大衛庫施（David Cush）取代佛雷德成為公司的首席執行長。
在開始營運的第一季，維珍美國航空虧損了3500萬美元。因為開創一家新的航空公司所須成本很高，維珍美國航空認為在短期內獲利的可能性並不高。

## 航點

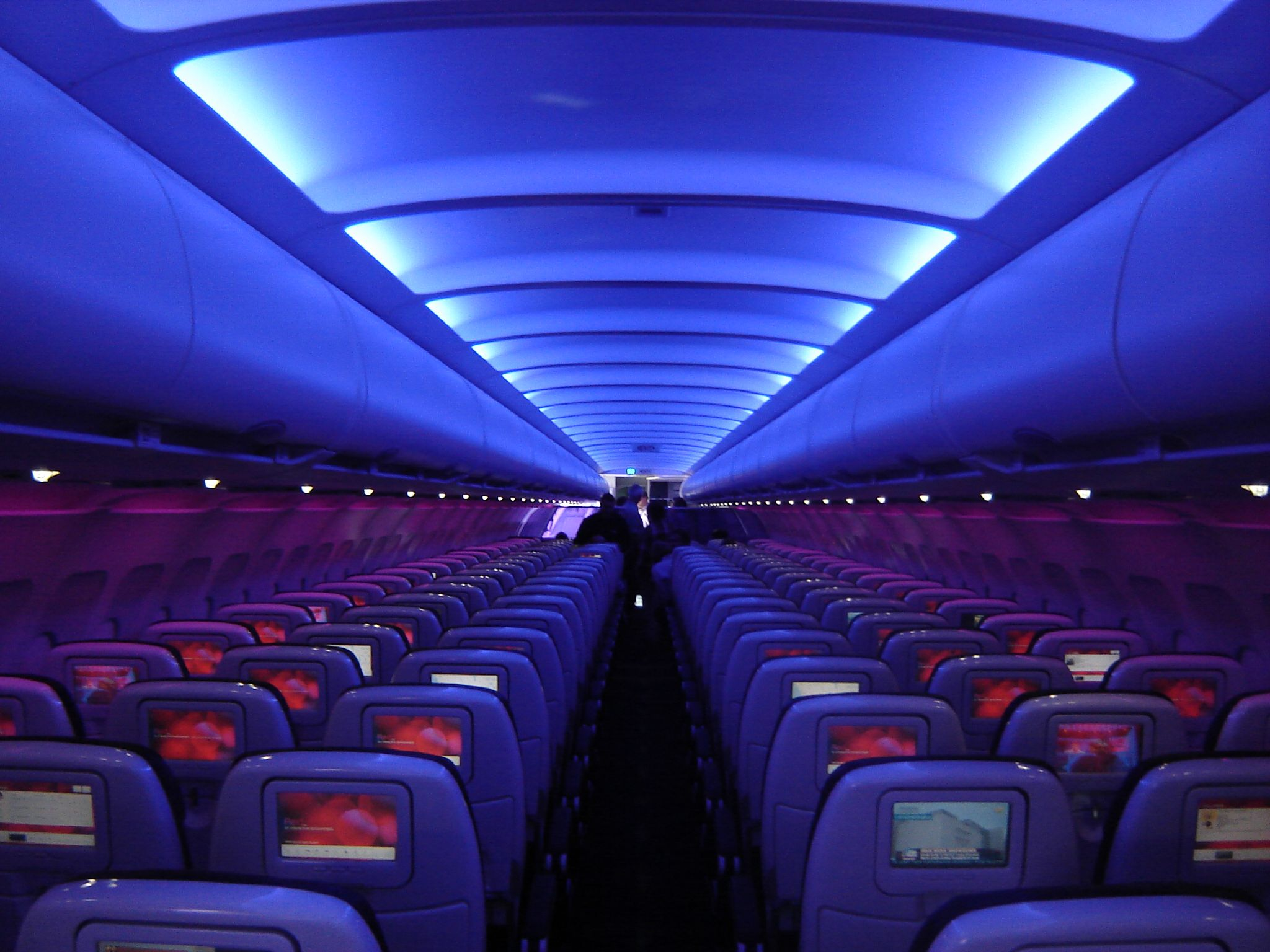
維珍美國航空機上獨特的藍紫色照明

維珍美國航空計劃往來美國國內的主要航點，在第一年預計達成約10個航點的目標，並計劃在第5年的時候，達到30個航點。
維珍美國航空以舊金山機場為營運中心，面對來自聯合航空、西南航空與捷藍航空的競爭。聯合航空提供密集的航班往來舊金山機場，而西南航空與捷藍航空兩家廉價航空公司，在舊金山灣區3個機場（舊金山國際機場，奧克蘭國際機場，聖荷西國際機場）均有航線往來。
目前，維珍美國航空往來美國與墨西哥共24個城市。在2008年5月該公司宣布將於同年11月開始經營芝加哥往來舊金山與洛杉磯的兩條航線。
維珍美國航空在2008年6月宣布自同年9月4日起，將提供每日往來紐約甘迺迪機場與拉斯維加斯的航班。

### 美國
- 加利福尼亞州
  - 洛杉磯─洛杉磯國際機場[21]
  - 聖地牙哥─聖地牙哥國際機場[22]
  - 舊金山─舊金山國際機場 （營運中心）
- 依利諾州
  - 芝加哥─歐海爾國際機場[20]
- 內華達州
  - 拉斯維加斯─麥卡倫國際機場
- 紐約州
  - 紐約市─甘迺迪國際機場
- 維吉尼亞州
  - 華盛頓特區─杜勒斯國際機場
- 華盛頓州
  - 西雅圖─西雅圖-塔科馬國際機場
- 佛羅里達州
  - 勞德代爾堡－勞德代爾堡-荷里活國際機場
- 德克薩斯州
  - 達拉斯－達拉斯愛田機場
- 麻薩諸塞州
  - 波士頓－愛德華-勞倫斯-洛根將軍國際機場

## 機隊

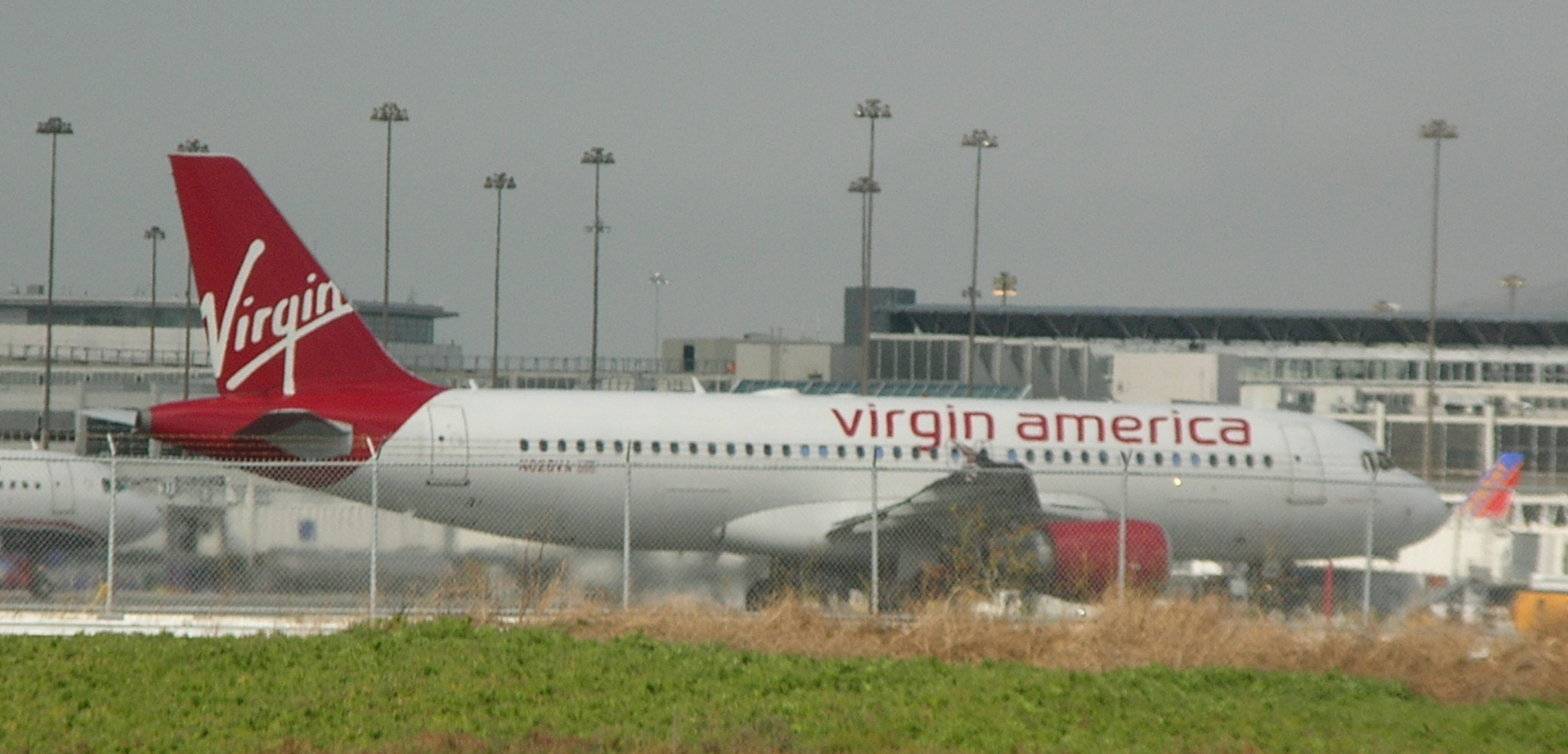
維珍美國航空的空中巴士A320-200型客機在三藩市國際機場滑行

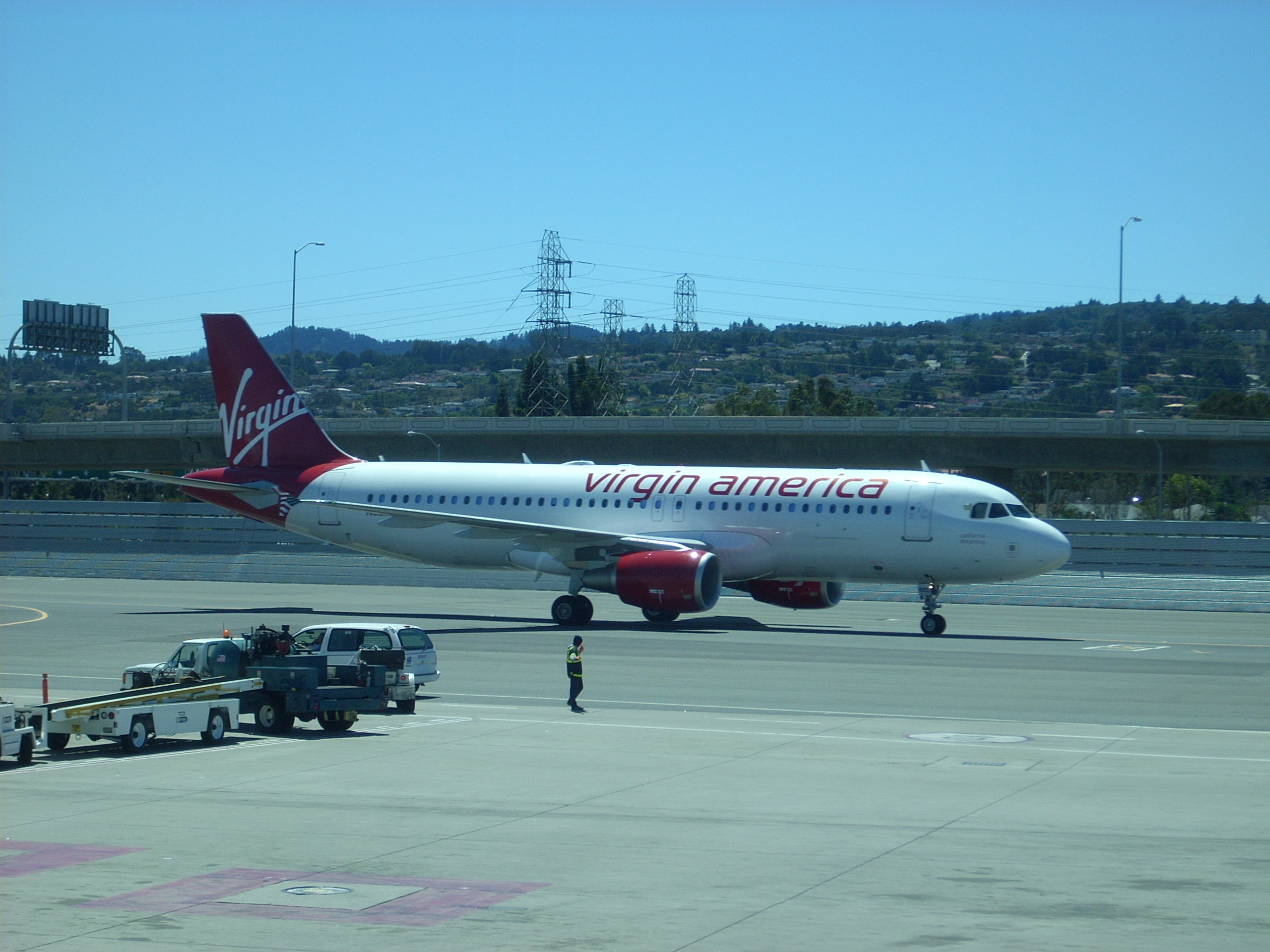
維珍美國航空一架名為「加州夢想」的客機 （攝於舊金山國際機場）

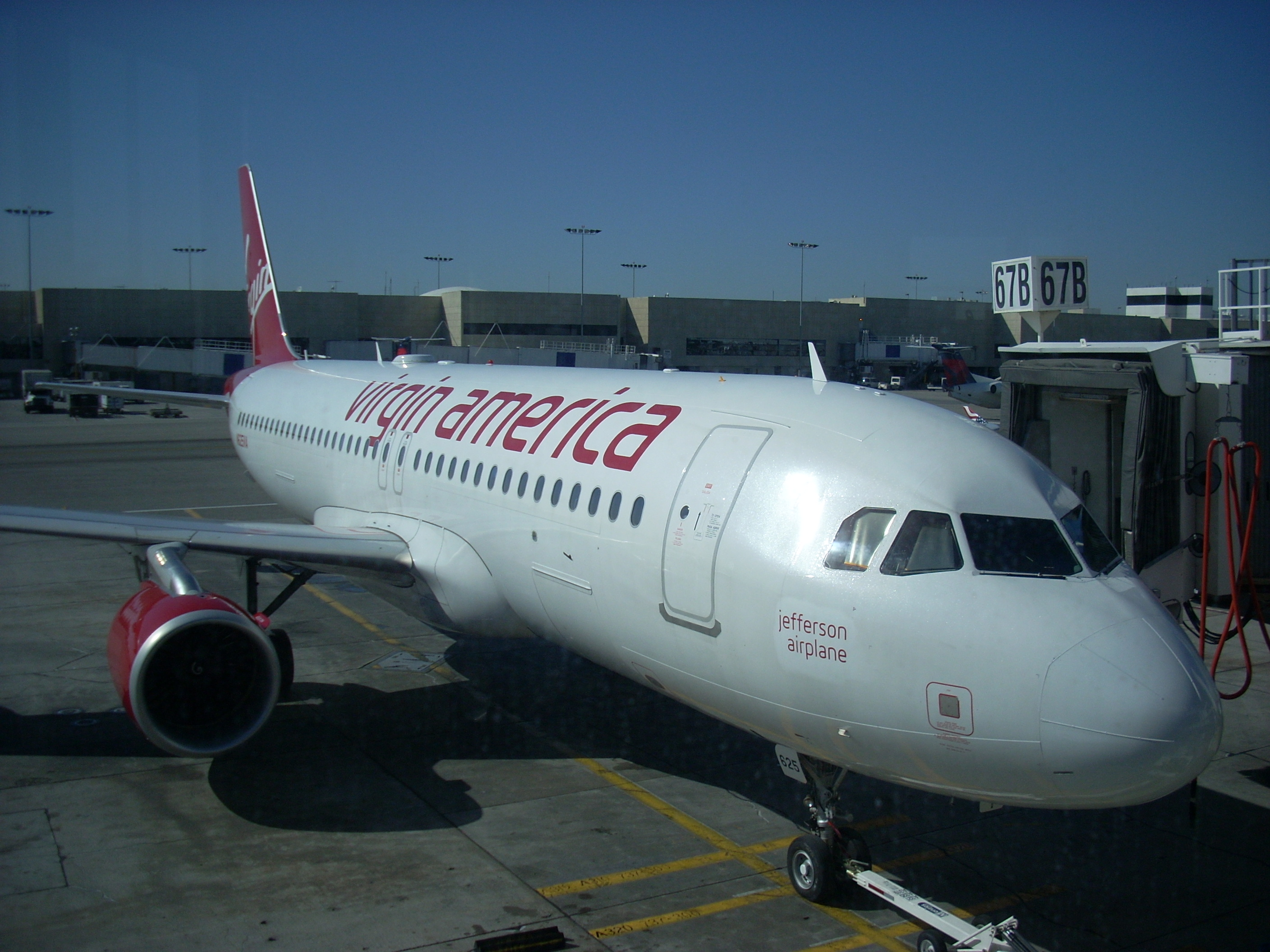
維珍美國航空一架名為「傑佛森之機」的客機 （攝於洛杉磯國際機場）

維珍美國航空的機隊由34架空中巴士A319與A320客機所組成，其中19架為該公司所購置，另外15架則為租賃客機。維珍美國航空在2006年2月24日接收第一架空中巴士A320客機。
維珍美國航空曾公開徵求飛機得命名。在2006年10月11日，第一架飛機以一個在舊金山的樂團名稱命名為傑佛森之機（Jefferson Airplane）。該樂團的前主唱格蕾絲·斯里克，與舊金山市市長加文·纽森和加州州長阿諾史瓦辛格，共同主持了命名典禮儀式。
而首航的兩架班機則分別命名為「加州夢想」（California Dreaming）與「考伯特航空」（Air Colbert，以喜劇演員Stephen Colbert所命名）。
截至2017年12月，維珍美國航空所擁有的機隊如下：

## 飛機內裝

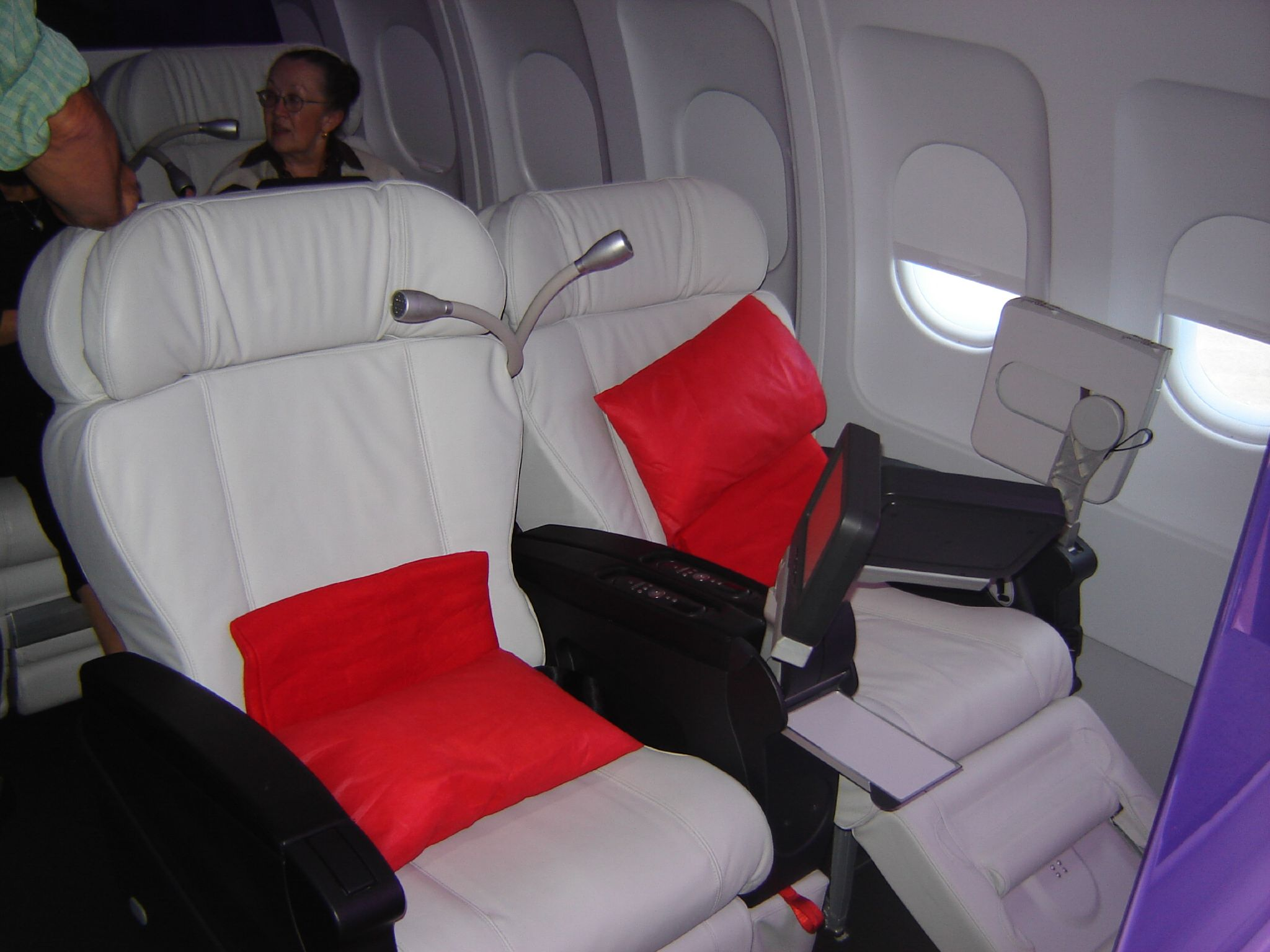
維珍美國航空的頭等艙

所有維珍美國航空的班機都是兩艙等配置。在頭等艙與經濟艙均有所謂的 "情調照明"（mood lighting），這種特殊藍紫色的照明，據說可以讓乘客與機組員更加放鬆，保持愉快的心情。這樣的照明一般是用在長程客機上，在中短程的班機中，並不常見。所有的座位都配置有日本松下公司（Panasonic）所生產的個人娛樂系統，該系統為觸控系統。
頭等艙座位寬度為28英吋，長度為55英吋。每個頭等艙的座位都設有插座，按摩功能，可調整的頭枕，與座位角度的調整。維珍美國航空提供給頭等艙的乘客免費的餐飲與酒類飲料。在頭等艙的個人娛樂系通中，提供免費的衛星電視頻道，電影與遊戲。
經濟艙座位寬度19.7英吋，長度32英吋，提供插座與可調整的頭枕。在經濟艙的個人娛樂系統中，提供免費的衛星電視頻道，但電影與遊戲需另外付費。乘客亦可透過個人娛樂系統選購餐飲與酒類飲品，機組人員在收到訂購資料後，會送到乘客座位。
加值經濟艙是維珍美國航空預計由2008年10月開始提供的新艙等。加值經濟艙不會是一個獨立的艙等區域，概念是將緊急出口區的座位與經濟艙第一排的座位劃為加值經濟艙。這些座位比其他經濟艙的座位多出6英吋的長度，同時這些座位也設有專屬的行李艙。除此之外，加值經濟艙的乘客將與頭等艙的乘客一樣，享受免費的餐飲，酒類飲料，與免費電影。在機場辦理登機手續，通過機場安全檢查與登機時，加值經濟艙的乘客也會優先於經濟艙的乘客。

## 宣傳
維珍美國航空於2013年10月以歌舞形式推出其飛行安全影片，並作大型宣傳，引起全球熱烈討論。

## 外部連結
- （英文） 維珍美國航空官方網站 （页面存档备份，存于）
- （英文） V-Flyer （页面存档备份，存于） 維珍美國航空客戶創建的網站